# Alessandro Diamanti
Alessandro Diamanti (Prato, 1983. május 2. –) olasz válogatott labdarúgó, jelenleg a Western United játékosa. Posztját tekintve támadó középpályás.

## Pályafutása

### Klubcsapatban
Labdarúgó pályafutását szülővárosában Pratoban kezdte 1999-ben. Egészig 2004-ig volt a klub játékosa, de közben több alkalommal is kölcsönadták. Ezek a következő csapatok voltak: Empoli (2000–2001), Fucecchio (2001–2002), Fiorentina (2003). 2004-ben az AlbinoLeffe csapatához került, ahol másfél szezont töltött és visszaigazolt nevelőegyesületébe, a Pratoba. A 2006–2007-es idény után, a Livorno játékosa lett. A bajnokság végén a Livorno kiesett a Serie B-be. Diamanti maradt és 39 másodosztályú mérkőzésen 20 gólt szerzett, így nem kis érdemei voltak abban, hogy egy év után visszajutott a Livorno.
2009 nyarán az angol West Ham United szerződtette. Diamanti lett a  West Ham United történetének 800. labdarúgója. Első mérkőzését a Wigan ellen játszotta szeptember 12-én, míg első gólját a Liverpoolnak lőtte tizenegyesből. Az idény végén távozott és hazaigazolt a Bresciaba. A 2010–11-es bajnokságban 32 mérkőzésen lépett pályára és 6 gólt szerzett.
2011. augusztus 1-jén a Bologna igazolta le. Első gólját az Inter ellen szerezte egy 3–1-re elveszített hazai bajnokin.
2016. augusztus 29-én a Palermo szerződtette.

### A válogatottban
A felnőtt válogatottban 2010. november 17-én debütált egy Románia elleni barátságos találkozón.
Az Európa-bajnoki keretszűkítést követően a szövetségi kapitány Cesare Prandelli nevezte őt a 2012-es Eb-re készülő 23 fős keretébe.